# О’Брайенсбридж

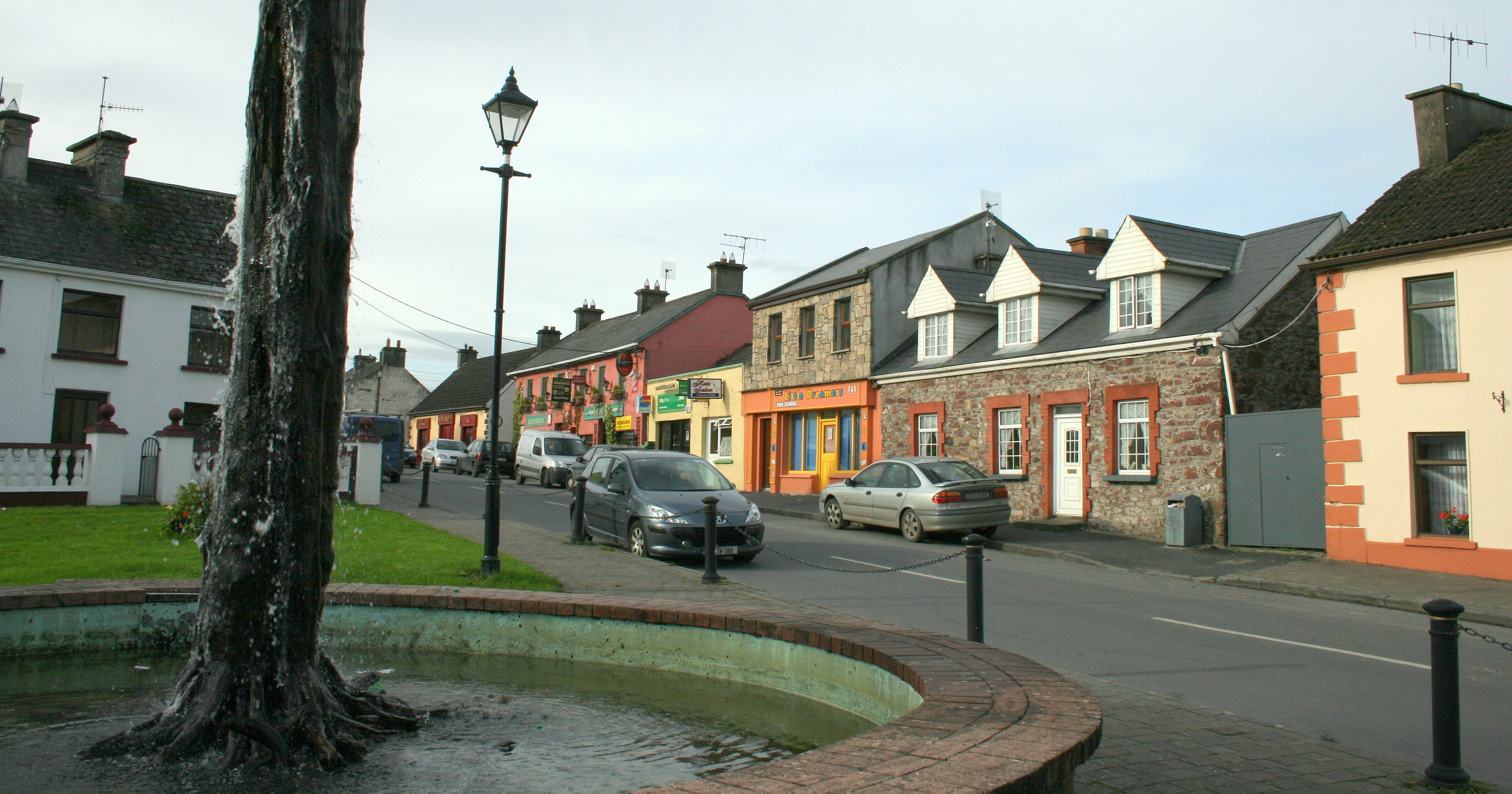

О’Брайенсбридж (англ. O'Brien's Bridge; ирл. Droichead Uí Bhriain) — деревня в Ирландии, находится в графстве Клэр (провинция Манстер) на западном берегу реки Шаннон.
Население — 213 человек (по переписи 2006 года).